# Día mundial de la sepsis
El Día Mundial de la Sepsis se celebra el 13 de septiembre de cada año desde 2012.
Surgió como una iniciativa de la Alianza Global de la Sepsis y sus miembros fundadores con la finalidad de incrementar el alerta de la comunidad y del equipo de salud sobre la sepsis.
Durante el Simposio Internacional de Cuidados Críticos y Medicina de Emergencia de 2012 en Bruselas, la Alianza Global de la Sepsis anunció el lanzamiento del día mundial de la Sepsis, con el propósito de disminuir su impacto a nivel global. Se celebró por primera vez el 13 de septiembre de 2012 con el lema «Frenar la sepsis salva vidas», realizándose más de cien eventos en varios países.

## Impacto de la sepsis
La sepsis es una enfermedad que ocurre cuando la respuesta del organismo a una infección daña sus propios órganos y tejidos. Puede conducir a un colapso circulatorio conocido como shock, a mal funcionamiento de diversos órganos y a la muerte, especialmente si no es reconocida y tratada a tiempo. Este síndrome fue identificado desde tiempos antiguos e Hipócrates la describió como un proceso mediante el cual la carne se descompone. Aún hoy, a pesar de su alta y creciente incidencia, es una enfermedad muy poco conocida por el público y suele diagnosticarse demasiado tarde.
En una encuesta realizada en Estados Unidos y Europa, entre un 80% y un 90% de la población no estaba familiarizada con la palabra sepsis, y aquellos que si lo estaban desconocían que se trataba de una de las principales causas de muerte.
Si bien la aplicación de ciertas medidas terapéuticas en las primeras horas de tratamiento pueden reducir la mortalidad,, menos de uno cada siete pacientes recibe este tratamiento en los tiempos adecuados. Por cada hora que se demora el inicio del tratamiento antibiótico en los pacientes con sepsis la posibilidad de sobrevivir cae drásticamente. Por este motivo la sepsis debe considerarse como una enfermedad tiempo-dependiente.
Mientras que la sepsis afecta a más personas que el cáncer de mama, de próstata y de pulmón en conjunto, los fondos destinados a investigación en sepsis son menores al 4% de los destinados a la investigación en el área de dichos cánceres.

## Metas globales 2020
Se han propuesto 5 objetivos globales para ser cumplidos para el año 2020. Ellos son:
- La incidencia de la sepsis se reducirá globalmente con las estrategias definidas para prevenir la sepsis
- Aumentarán las tasas de supervivencia de la sepsis en niños (incluyendo neonatos) y adultos en todos los países mediante el fomento y adopción de sistemas de identificación precoz y tratamiento de emergencia estandarizado
- Mejorará la sensibilización y conocimiento tanto para el público en general como para el profesional sobre la sepsis
- El acceso a los servicios de rehabilitación adecuados habrá mejorado para todos los pacientes en todo el mundo
- La evaluación de la carga global de la sepsis y el impacto de las medidas de control y manejo de las intervenciones, habrán mejorado notablemente